# La Matilla
La Matilla è un comune spagnolo di 110 abitanti situato nella comunità autonoma di Castiglia e León.